# José Edelstein
José Daniel Edelstein Glaubach (Buenos Aires, 1968) es un profesor de física, investigador, escritor y divulgador científico. Ejerce como profesor de física teórica en la Universidad de Santiago de Compostela y como investigador en el Instituto Gallego de Física de Altas Energías.

## Carrera científica

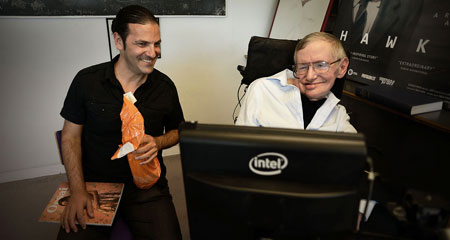
José Edelstein junto a Stephen Hawking en el año 2013

Fue licenciado en el Instituto Balseiro y obtuvo su doctorado en la Universidad Nacional de La Plata. Allí fue docente durante un tiempo. Realizó investigaciones postdoctorales por varias partes del mundo como en la Universidad de Harvard, en el CONICET, la CECs y en el Instituto Superior Técnico.
Actualmente es profesor en el Departamento de física de partículas de la Universidad de Santiago de Compostela y participa en diferentes proyectos que lo vinculan a los más prestigiosos centros de investigación de todo el mundo. Sus trabajos están relacionados en campos como teoría de cuerdas y con los fundamentos de las teorías de gravedad cuántica y química aplicada, que tratan de unir la mecánica cuántica y la teoría de la relatividad.
Su tarea científica le ha llevado a conocer científicos, como Stephen Hawking. José Edelstein escribió el prólogo del libro de Stephen Hawking, Breve historia del tiempo en la versión en español.

## Divulgador

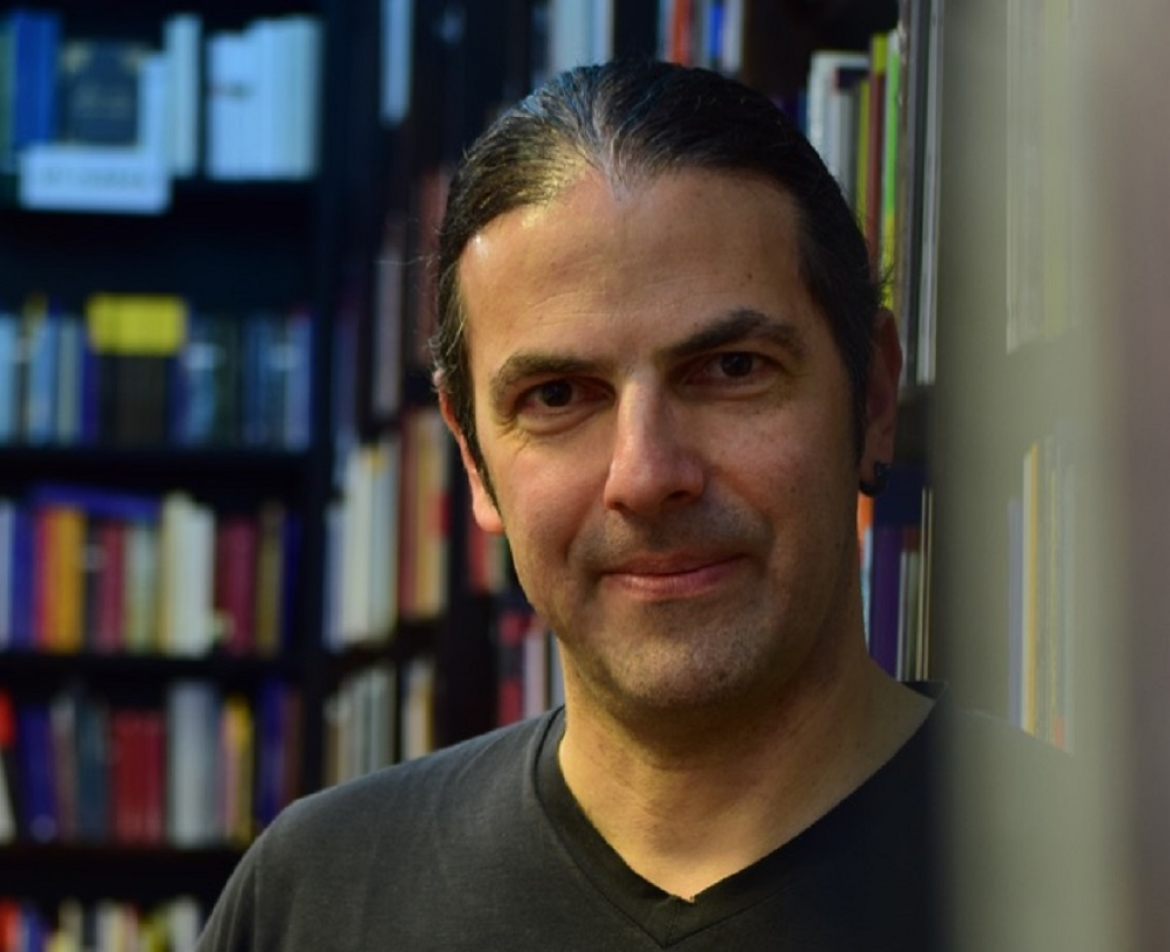
José Edelstein en la charla pública titulada “Einstein para perplejos” en el aula de la ex-biblioteca del Instituto Balseiro, en el Centro Atómico Bariloche

Además Edelstein dedica su trabajo a la divulgación científica en diarios revistas artículos de divulgación de países como Argentina, Brasil, Chile, España, Italia o Portugal.
Fue reconocido por sus trabajos con los Premios de Divulgación Científica del Centro Español de Física de Partículas, Astropartículas y Nuclear, el Premio de Comunicación Científica de la Fundación Española para la Ciencia y la Tecnología (2012) y diversas menciones de honor en el Concurso Internacional Ciencia en Acción.

### Libros
Junto con el chileno Andrés Gomberoff, Edelstein escribió:
- Antimateria, magia y poesía en 2014, donde relata veintitrés historias sobre cómo surgieron algunas de las ideas científicas que cambiaron la Humanidad. Con esta obra ganó el Premio Nacional de Edición Universitaria en la categoría de divulgación científica.[5]

- Einstein para perplejos en 2017, donde intenta acercar al público en 23 ensayos los hallazgos del científico alemán Albert Einstein, como su Teoría de la Relatividad General, usando referencias de obras literarias clásicas como Alicia en el país de las maravillas, Luces de bohemia, La metamorfosis o poemas de Borges.[6]

Además fue coautor con el físico Gastón Giribet del libro “Cuerdas y supercuerdas. La naturaleza microscópica de las partículas y del espacio-tiempo”, para una colección de la RBA, donde presentan la teoría de cuerdas para un público general.